# Jeep Cherokee (XJ)
Jeep Cherokee (XJ) — компактный внедорожник, производимый американской компанией Chrysler (отделение Jeep).
Выпускался с 1983 по 2001 год в США, с 1984 по 2014 год в Китае, с 1987 по 2001 год в Венесуэле, с 1996 по 2000 год в Аргентине, с 1992 по 2001 год в Египте и с 1992 по 2000 год в Юго-Восточной Азии. Новая модель была создана «с нуля» и не является модернизацией предшественника. Также автомобиль производился компанией Renault. Конкурентом автомобиля в США — Chevrolet S-10 Blazer.

## Первое поколение
Первое поколение автомобилей Jeep Cherokee (XJ) производилось с 1984 по 1996 год. С 1989 года автомобили продавались во Франции, а с 1993 года — в Соединённом королевстве.

### Двигатели
| Название          | Объём    | Расположение цилиндров | Топливо    | Мощность                            | Крутящий момент         | Годы производства                        |
| ----------------- | -------- | ---------------------- | ---------- | ----------------------------------- | ----------------------- | ---------------------------------------- |
| 2.5 л AMC 150     | 2464 см3 | I4, OHV                | Бензиновое | 105 л. с. (77 кВт) при 5000 об/мин  | 179 Н*м при 2800 об/мин | 1984—1985                                |
| 2.5 л AMC 150     | 2464 см3 | I4, OHV                | Бензиновое | 117 л. с. (86 кВт) при 5000 об/мин  | 183 Н*м при 3500 об/мин | 1986                                     |
| 2.5 л AMC 150     | 2464 см3 | I4, OHV                | Бензиновое | 121 л. с. (89 кВт) при 5250 об/мин  | 191 Н*м при 3250 об/мин | 1987—1990                                |
| 2.5 л AMC 150     | 2464 см3 | I4, OHV                | Бензиновое | 130 л. с. (96 кВт) при 5250 об/мин  | 202 Н*м при 3250 об/мин | 1991—1996                                |
| 2.8 л V6          | 2838 см3 | V6, OHV                | Бензиновое | 110 л. с. (81 кВт) при 4800 об/мин  | 197 Н*м при 2100 об/мин | 1984                                     |
| 2.8 л V6          | 2838 см3 | V6, OHV                | Бензиновое | 115 л. с. (85 кВт) при 4800 об/мин  | 203 Н*м при 2400 об/мин | 1985–1986                                |
| 2.1 л Douvrin J8S | 2068 см3 | I4, SOHC               | Дизельное  | 85 л. с. (63 кВт) при 3750 об/мин   | 179 Н*м при 2750 об/мин | 1985—1994 (1985—1987 в Северной Америке) |
| 4.0 л AMC 242     | 3959 см3 | I6, OHV                | Бензиновое | 173 л. с. (127 кВт) при 4500 об/мин | 298 Н*м при 2500 об/мин | 1987                                     |
| 4.0 л AMC 242     | 3959 см3 | I6, OHV                | Бензиновое | 177 л. с. (130 кВт) при 4500 об/мин | 304 Н*м при 2500 об/мин | 1988—1990                                |
| 4.0 л AMC 242     | 3959 см3 | I6, OHV                | Бензиновое | 190 л. с. (140 кВт) при 4750 об/мин | 305 Н*м при 3950 об/мин | 1991—2001                                |
| 2.5 л VM 425      | 2499 см3 | I4, OHV                | Дизельное  | 114 л. с. (84 кВт) при 3900 об/мин  | 300 Н*м при 2000 об/мин | 1994—2001                                |

### Галерея

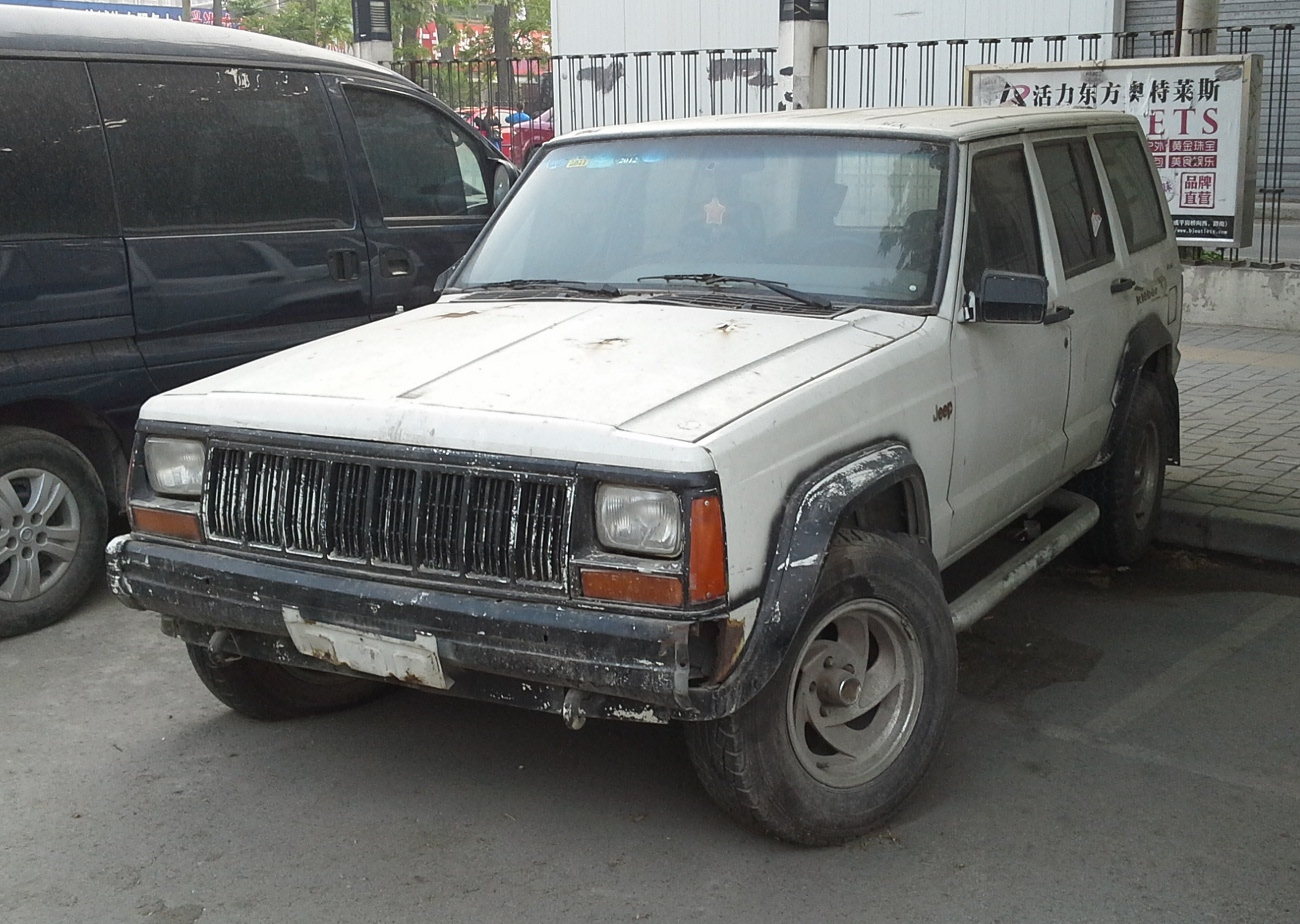
Jeep BJ2021
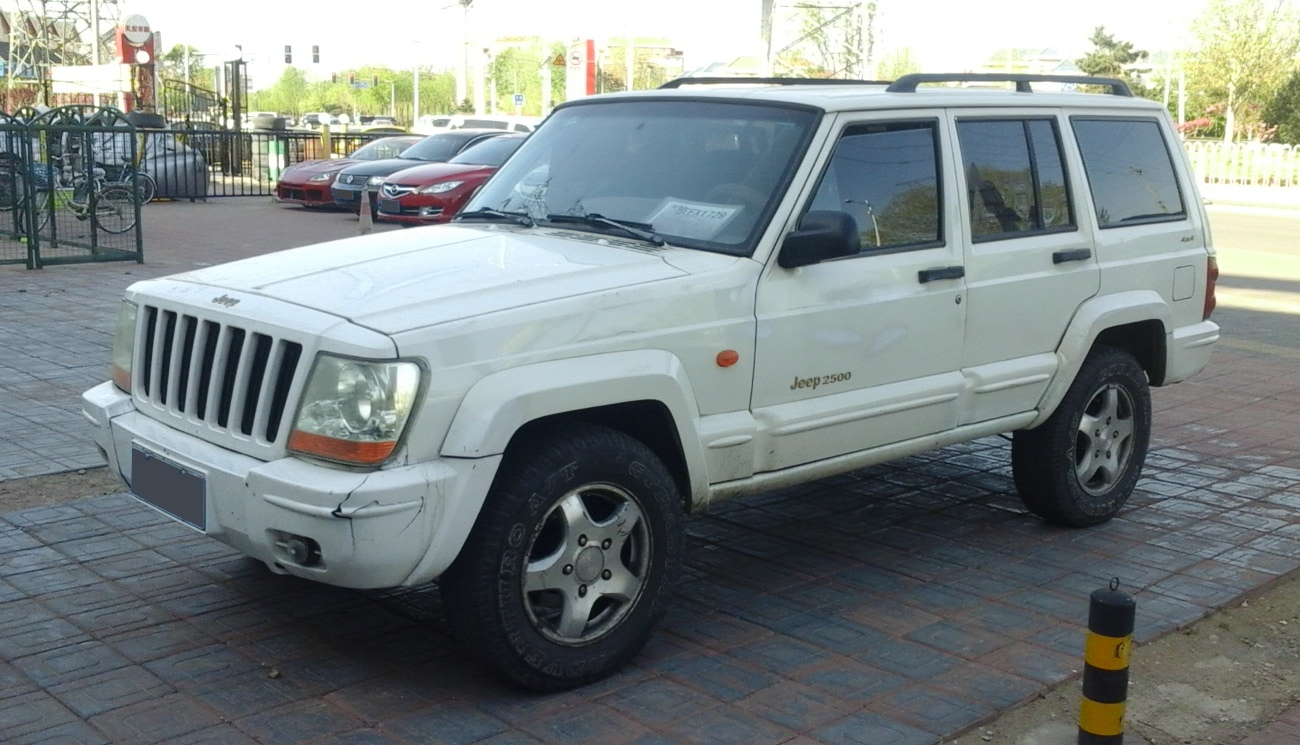
Jeep BJ2500
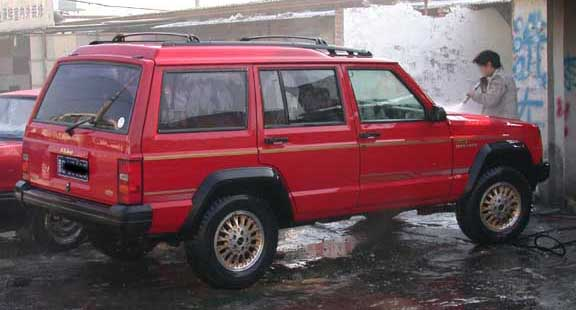
Jeep XJ
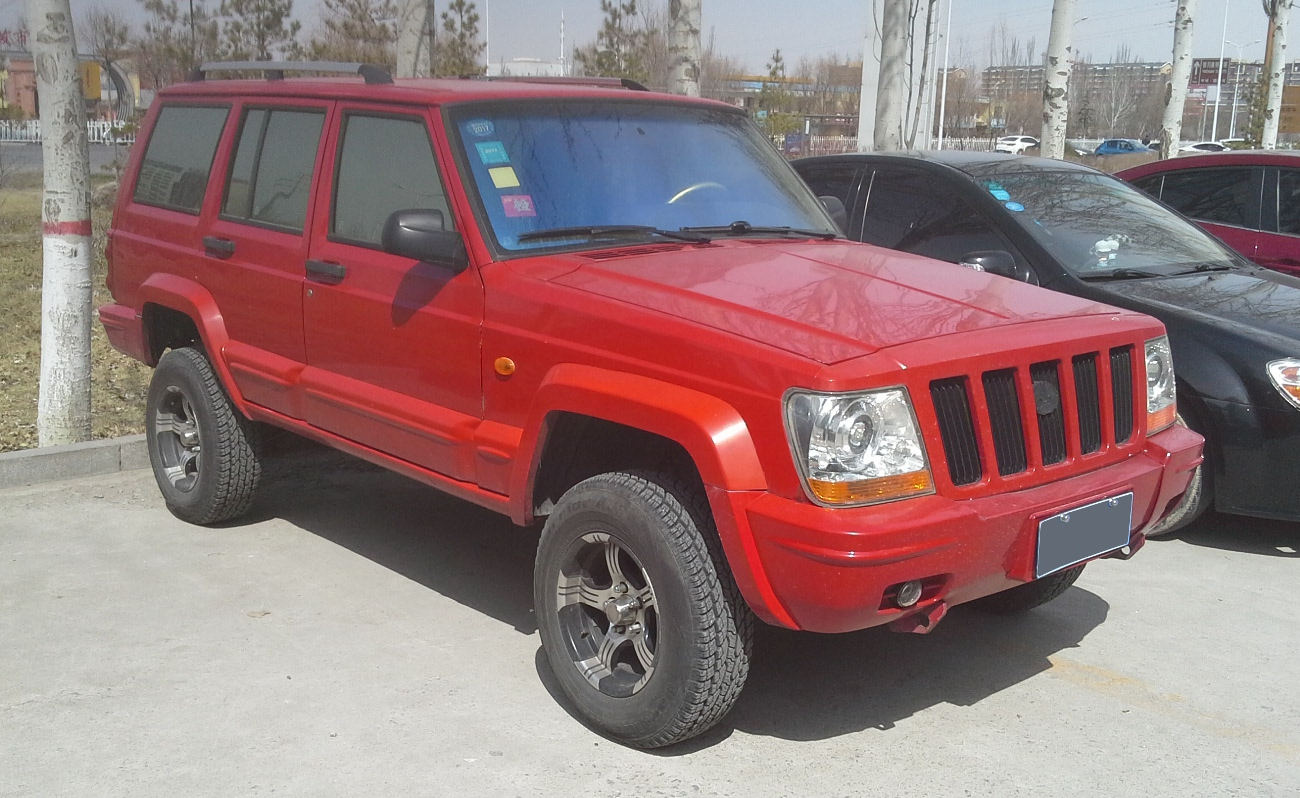
BAW Qishi

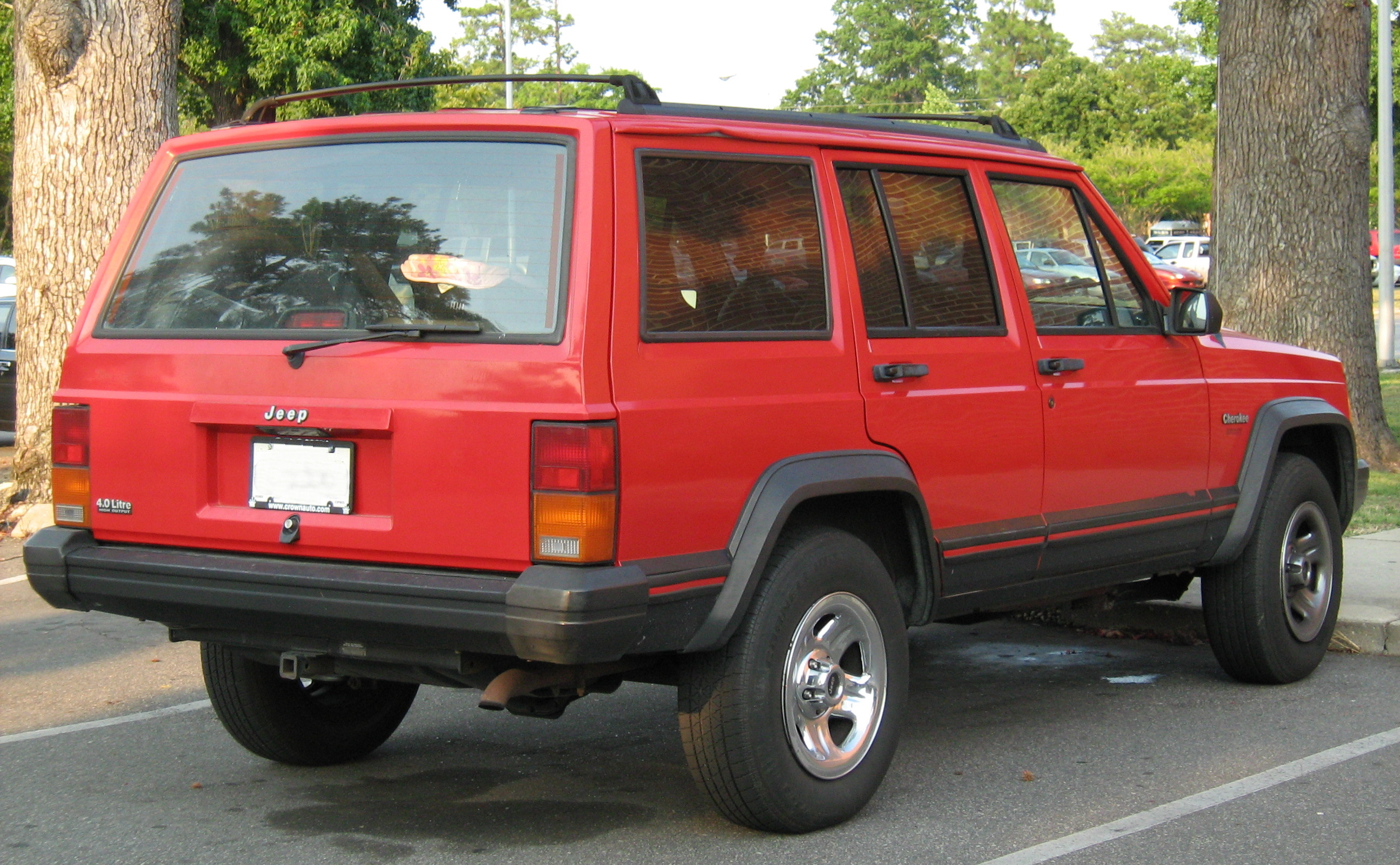
Jeep Cherokee Sport
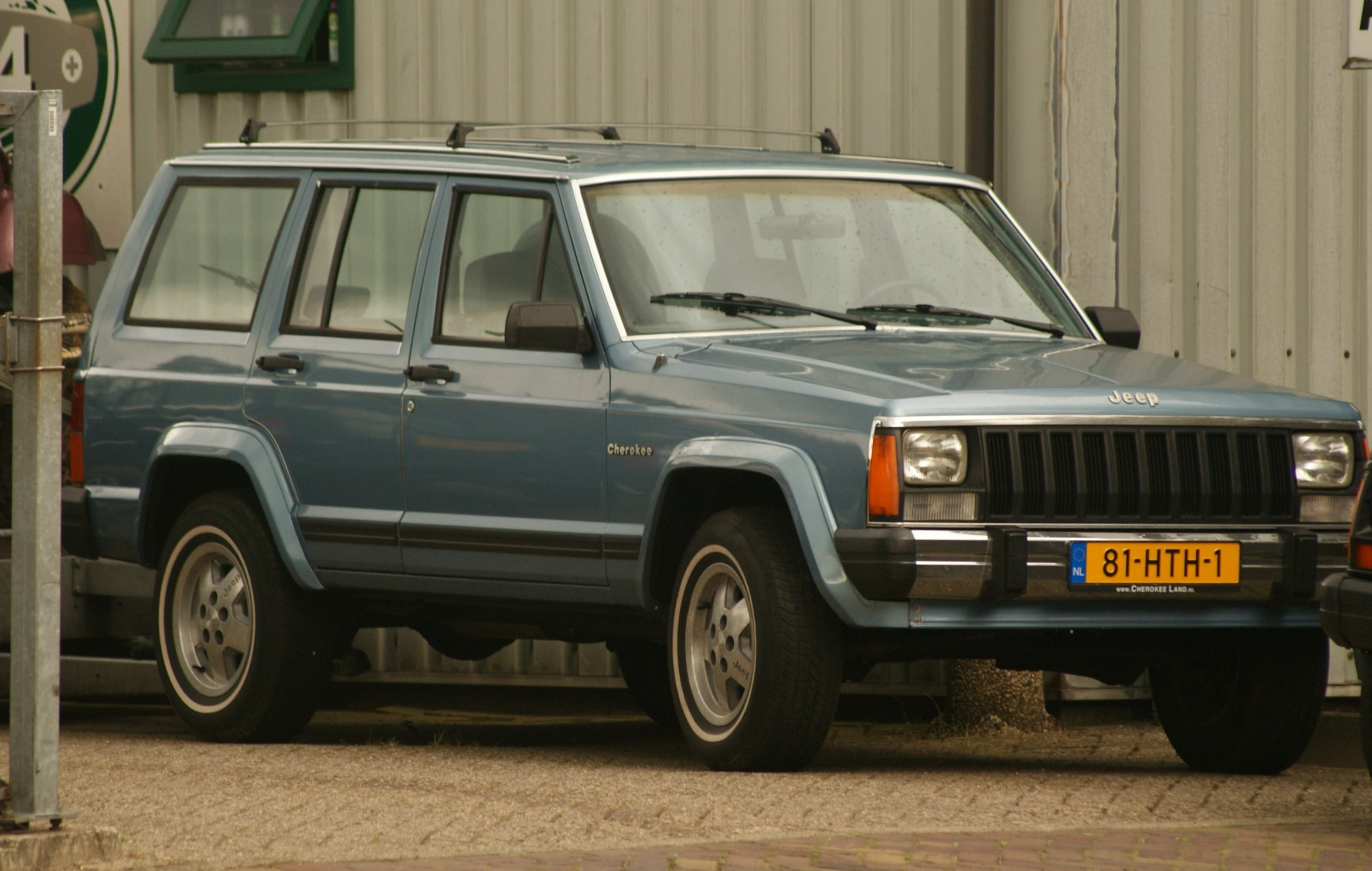
Jeep Cherokee (XJ) в Нидерландах
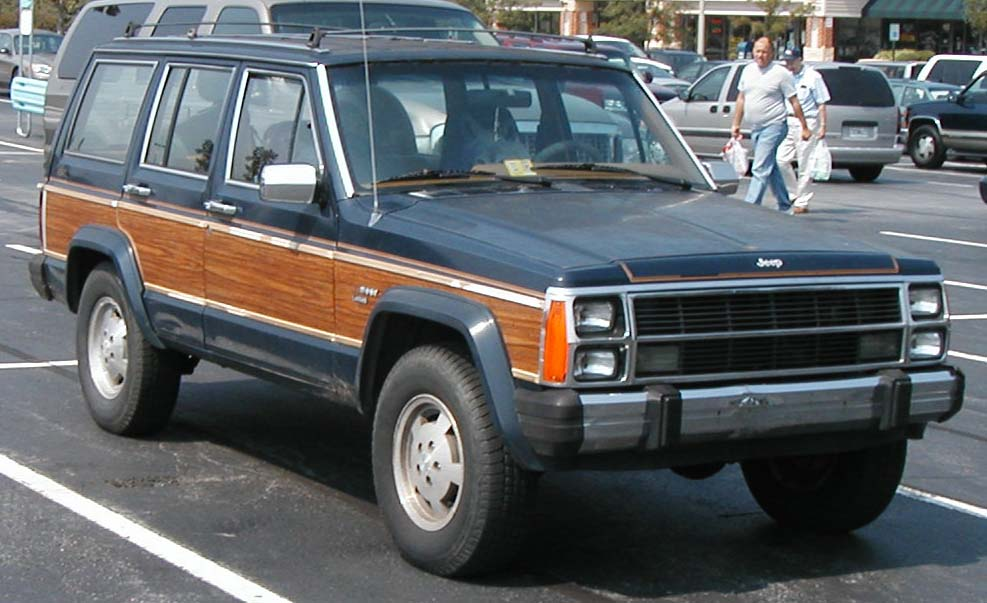
Jeep Wagoneer (XJ)
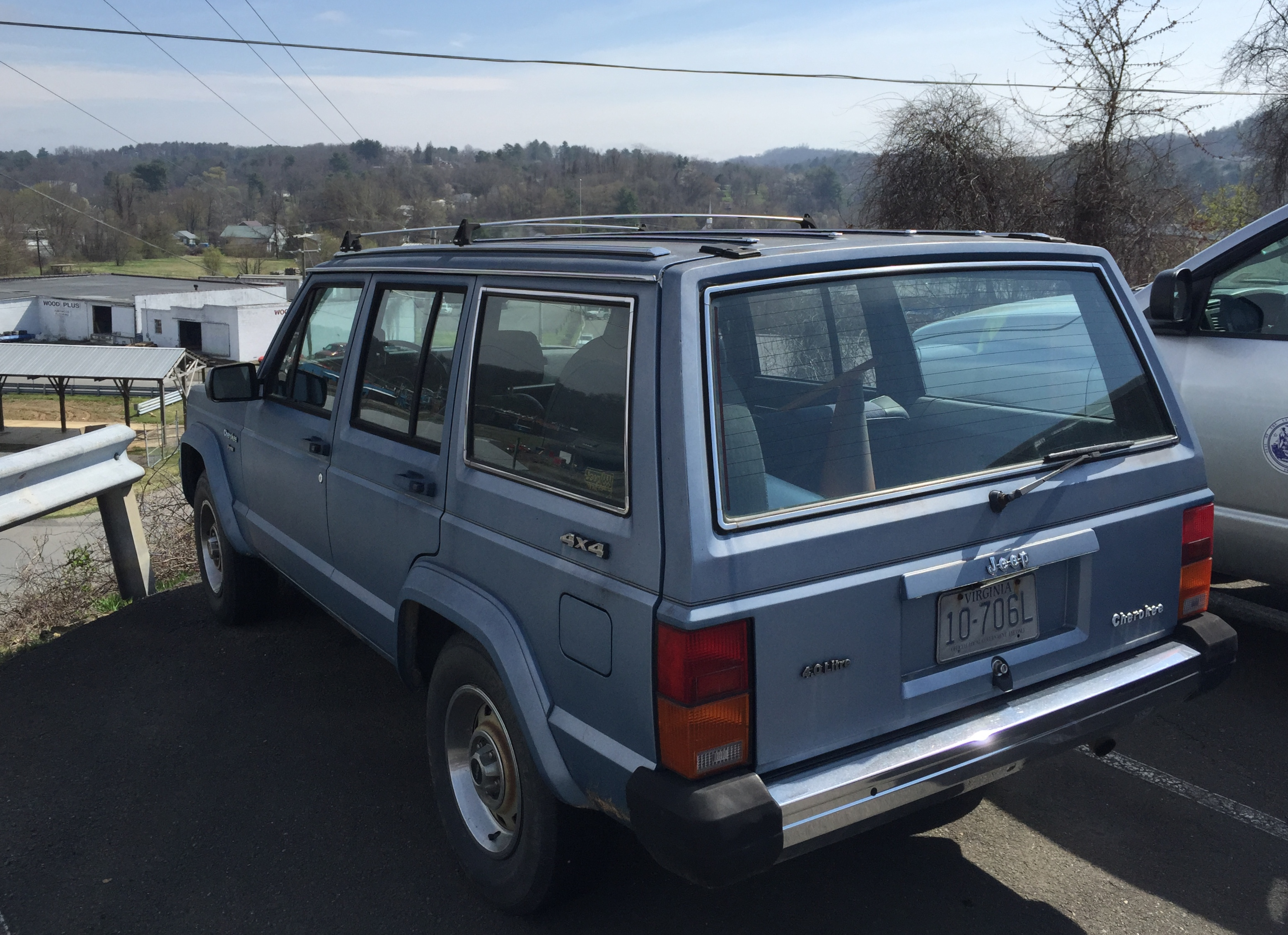
Jeep Cherokee XJ Pioneer Olympic Edition
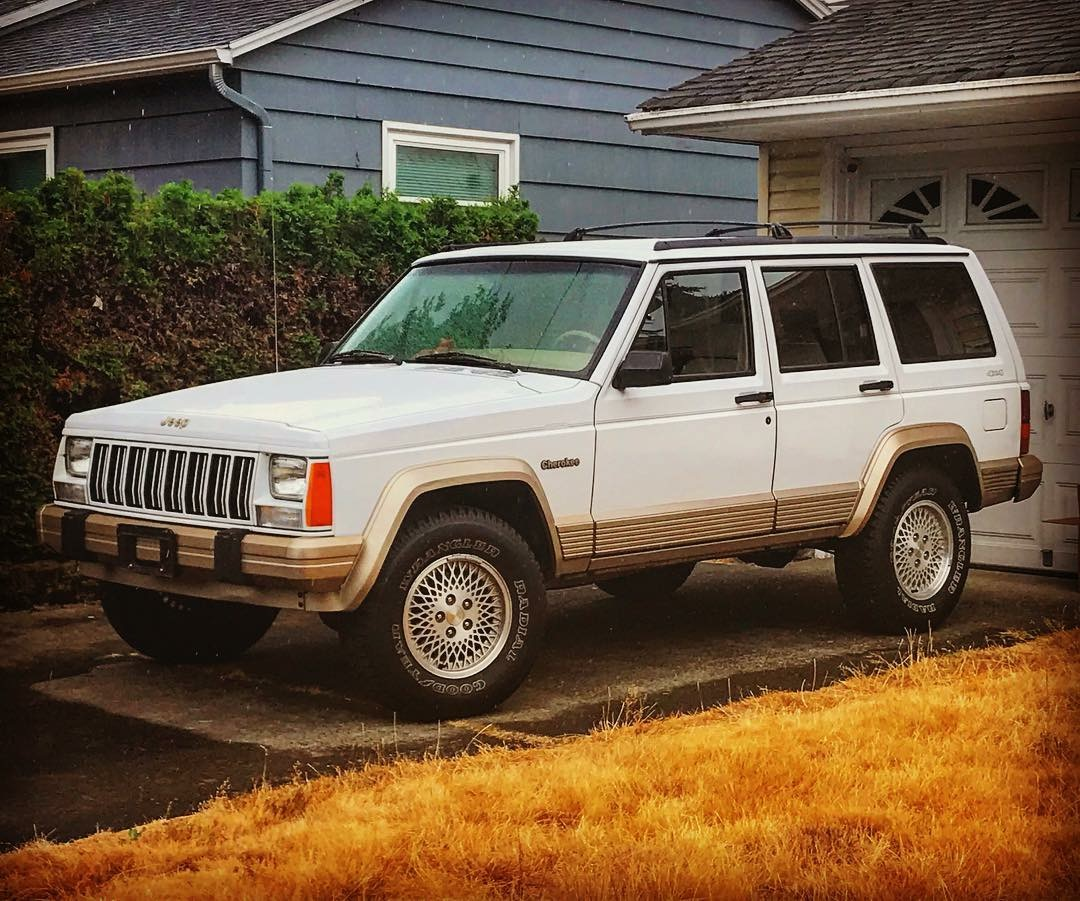
Jeep Cherokee Country
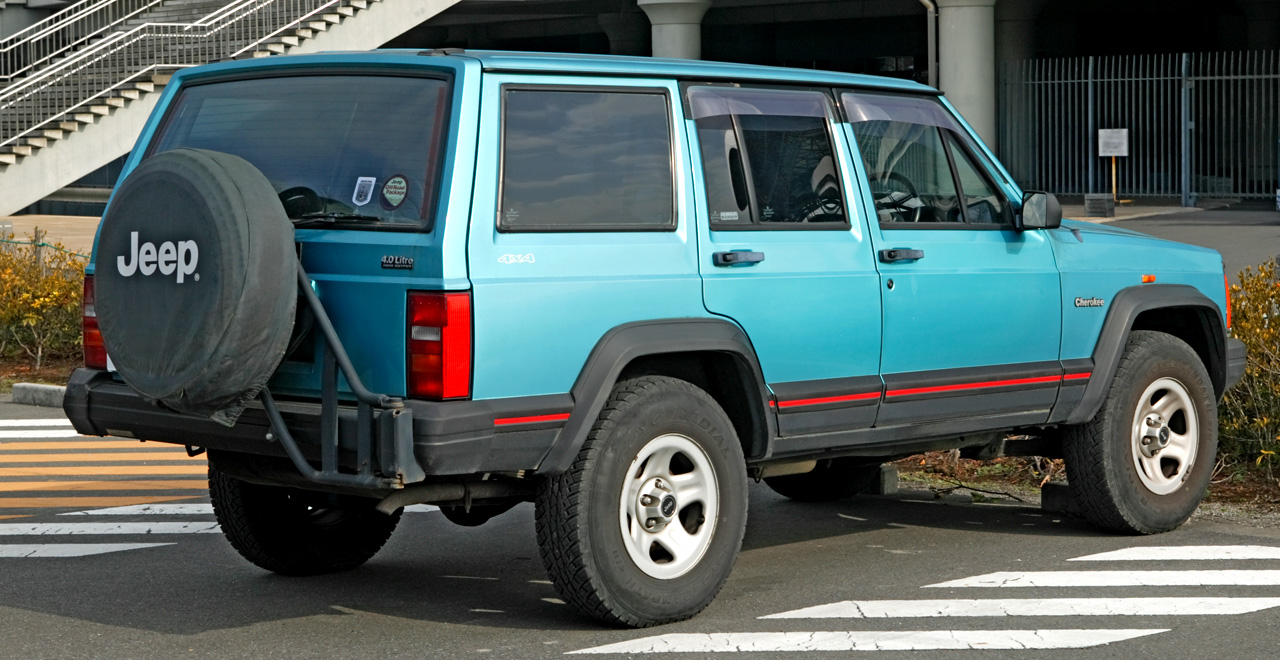
Jeep Cherokee XJ в Японии
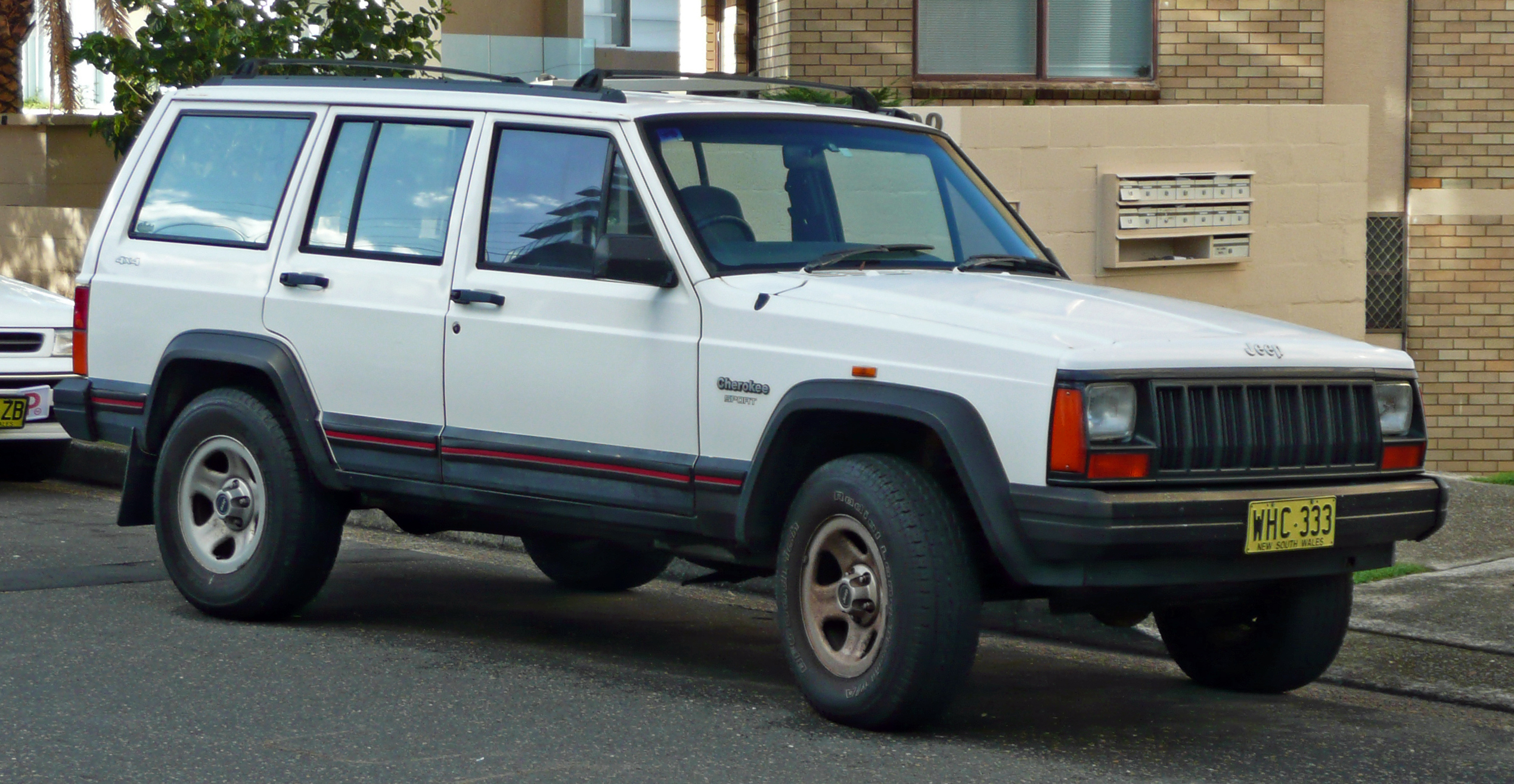
Jeep Cherokee Sport в Австралии
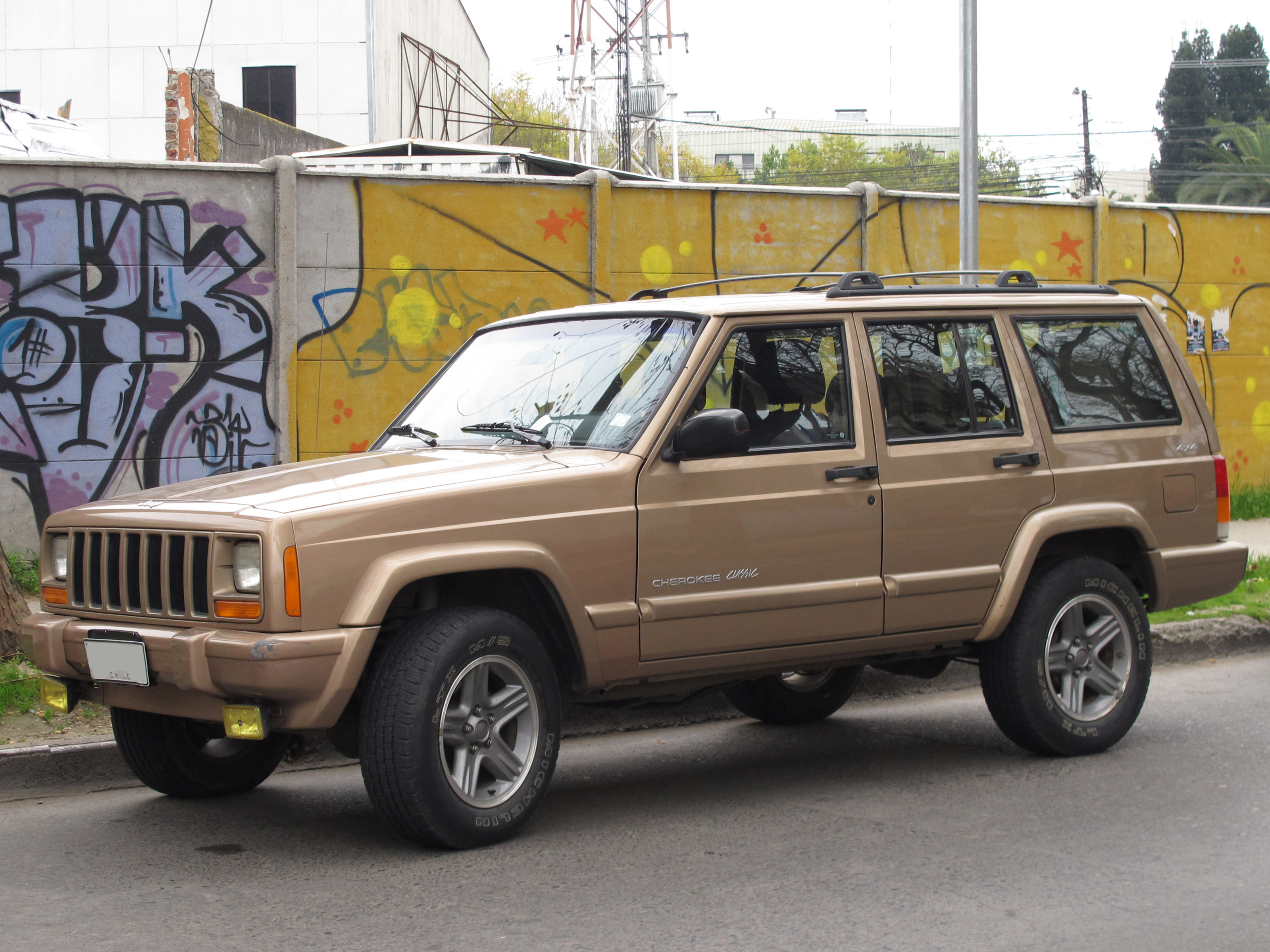
Jeep Cherokee Classic

## Второе поколение
Последнее поколение автомобилей Jeep Cherokee (XJ) производилось с февраля 1997 по 2001 год в США, затем до 2014 года автомобили делали в Китае.

### Двигатели
| Название      | Объём              | Расположение цилиндров | Топливо    | Мощность                            | Крутящий момент         | Годы производства |
| ------------- | ------------------ | ---------------------- | ---------- | ----------------------------------- | ----------------------- | ----------------- |
| 2.5 л AMC 150 | 2464 см3 (150 CID) | I4, OHV                | Бензиновое | 125 л. с. (92 кВт) при 5400 об/мин  | 203 Н*м при 3250 об/мин | 1997—2000         |
| 4.0 л AMC 242 | 3964 см3 (242 CID) | I6, OHV                | Бензиновое | 190 л. с. (140 кВт) при 4600 об/мин | 305 Н*м при 3000 об/мин | 1991—1999         |
| 4.0 л AMC 242 | 3964 см3 (242 CID) | I6, OHV                | Бензиновое | 193 л. с. (142 кВт) при 4600 об/мин | 313 Н*м при 3000 об/мин | 2000—2001         |
| Турбодизель   | 2499 см3 (153 CID) | I4, OHV                | Дизельное  | 114 л. с. (84 кВт) при 3900 об/мин  | 300 Н*м при 2000 об/мин | 1997—2001         |

### Галерея
- Jeep BJ2021
- Jeep BJ2500
- Jeep XJ
- BAW Qishi